# Аннесли, Уильям Ричард, 4-й граф Аннесли
Уильям Ричард Аннесли, 4-й граф Аннесли (англ. William Richard Annesley, 4th Earl Annesley; 21 февраля 1830 — 10 августа 1874) — англо-ирландский дворянин и политик. Он носил титул учтивости — виконт Глераули с 1830 по 1838 год.

## Биография
Родился 21 февраля 1830 года на Ратленд-сквер, Дублин, графство Дублин, Ирландия. Старший сын Уильяма Аннесли, 3-го графа Аннесли (1772—1838), и его второй жены Присциллы Сесилии Мур (1808—1891), дочери полковника Хью Мура и Присциллы Сесилии Армитидж. Он получил образование в Кембриджском университете.
25 августа 1838 года после смерти своего отца 8-летний Уильям Ричард Аннесли унаследовал титулы 4-го графа Аннесли из Каслвеллана (графство Даун), 5-го виконта Глераули (графство Фермана) и 5-го барона Аннесли из Каслвеллана (графство Даун).
С 1852 по 1857 год лорд Аннесли заседал в Палате общин Великобритании от Грейт-Гримсби. С 1867 по 1874 год — ирландский пэр-представитель в Палате лордов Великобритании.
Лорд Аннесли скончался в Каусе, остров Уайт, в августе 1874 года в возрасте 44 лет. Он не был женат, и его титулы унаследовал его младший брат Хью.